# Дорш, Никлас
Никлас Бернд Дорш (нем. Niklas Bernd Dorsch; род. 15 января 1998, Лихтенфельс) — немецкий футболист, полузащитник клуба «Хайденхайм».

## Клубная карьера
Дорш — воспитанник клубов «Байерсдорф», «Рихау», «Нюрнберг» и «Бавария». Для получения игровой практики Никлас выступал за дублирующий состав последнего. 28 апреля 2018 года в матче против франкфуртского «Айнтрахта» он дебютировал в Бундеслиге. В этом же поединке Никлас забил свой первый гол за «Баварию». Летом того же года Дорш перешёл в «Хайденхайм», подписав контракт на 3 года. 5 августа в матче против «Арминии» он дебютировал во Второй Бундеслиге. 16 февраля 2019 года в поединке против «Гамбурга» Никлас забил свой первый гол за «Хайденхайм».
Летом 2020 года Дорш перешёл в бельгийский «Гент», подписав контракт на 5 лет. Сумма трансфера составила 3,5 млн евро. 15 августа в матче против «Кортрейка» он дебютировал в Жюпиле лиге. 15 сентября в поединке Лиги чемпионов против венского «Рапида» Никлас забил свой первый гол за «Гент».
Летом 2021 года Дорш вернулся на родину, подписав контракт на 5 лет с клубом «Аугсбург». Сумма трансфера составила 7 млн евро. 14 августа в матче против «Хоффенхайма» он дебютировал в Бундеслиге.

## Международная карьера
В 2015 году Дорш в составе юношеской сборной Германии завоевал серебряные медали юношеского чемпионата Европы в Болгарии. На турнире он сыграл в матче против команды Бельгии. В том же году Дорш принял участие в юношеском чемпионате мира в Чили. На турнире он сыграл в матчах против команд Австралии, Аргентины, Мексики и Хорватии.
В 2021 году в составе молодёжной сборной Германии Дорш стал победителем молодёжного чемпионата Европы в Венгрии и Словении. На турнире он сыграл в матчах против команд Дании, Венгрии, Румынии, Португалии и дважды Нидерландов.

## Достижения
Международные
 Германия (до 21)
- Победитель молодёжного чемпионата Европы — 2021